# ماريان كروغر كوفين
ماريان كروغر كوفين، (16 سبتمبر 1876-2 فبراير 1957)، مهندسة مناظر طبيعية أمريكية اشتهرت بتصميم العديد من الحدائق لأعضاء نخبة الساحل الشرقي. عندما كانت طفلة، لم تتلقَ أي تعليم رسمي تقريبًا ولكنها كانت تتلقى دروسًا في المنزل أثناء إقامتها مع أقاربها من جهة والدتها في شمال ولاية نيويورك. كانت مصممة على الشروع في مهنة على الرغم من المشاكل الاجتماعية التي قد تواجهها المرأة، وسجّلت في معهد ماساتشوستس للتكنولوجيا، حيث درست بين عامي 1901 و1904 كواحدة من أربع نساء فقط في الهندسة المعمارية وتصميم المناظر الطبيعية.
بعد التخرج، لم تتمكن كوفين من العثور على عمل مع شركات معمارية مهمة، بسبب التحيز الواسع النطاق ضد امرأة تعمل في مجال يسيطر عليه الذكور. أنشأت مركزها الخاص في مدينة نيويورك في عام 1905، وبدأت بتصميم حدائق الضواحي في لونغ آيلاند. كانت واحدة من أوائل النساء الأمريكيات اللواتي عملن كمهندسة مناظر طبيعية محترفة. أدت شهرتها المتزايدة إلى تزايد الزبائن من عائلات الساحل الشرقي الثرية والقوية. بحلول العشرينيات من القرن الماضي، كانت واحدة من أكثر مهندسي المناظر الطبيعية شهرة في شرق الولايات المتحدة. شمل عملاء كوفين بعضًا من أغنى وأشهر العائلات في البلاد.
على الرغم من انخفاض عدد أعمالها بشكل كبير بعد بداية الكساد الكبير في عام 1930، فقد واصلت العمل تقريبًا حتى وفاتها في عام 1957 عن عمر يناهز الثمانين عامًا. خلال حياتها المهنية، عملت في أكثر من 130 مشروع، بما في ذلك العشرات من الحدائق العقارية الكبرى. من بين أبرز إبداعاتها حدائق ويلمنغتون في ولاية ديلاوير، وخطة الحرم الجامعي بجامعة ديلاوير، وحدائق مقاطعة كومست (منتزه كومست التاريخي الحكومي حاليًا)، وحدائق وينترثور في ولاية ديلاوير.

## حياتها المبكرة
وُلدت لعائلة ثرية من الطبقة العليا في سكاربورو، نيويورك، لكنها نشأت مفلسة تقريبًا بسبب وفاة والدها، جوليان رافينيل كوفين، عندما كانت في السابعة من عمرها. خلال سنوات طفولتها، عاشت هي ووالدتها مع أقاربها في جنيف، نيويورك. وجدت المناظر الطبيعية الجميلة للمنطقة، الواقعة في ولاية نيويورك العليا، مصدر إلهام؛ كتبت لاحقًا: حتى كفتاة صغيرة، أحببت البلد، ليس الكثير من الحدائق والأشياء المتنامية، لأنني لم تكن لدي خبرة في هذا ... ولكن ببساطة العالم الخارجي الرائع.
على الرغم من أن العائلة كان لديها القليل من المال، إلا أن حياتها مع الأقارب من الطبقة العليا أعطت ماريان تنشئة أرستقراطية تقريبًا عرفتها بالمجتمع الراقي على الساحل الشرقي ومكّنتها من إقامة روابط اجتماعية كانت ذات قيمة كبيرة في حياتها لاحقًا. ومع ذلك، لم تتلقَ أي تعليم رسميّ تقريبًا، وهو نقص تسبب لها في مشاكل كبيرة في سنوات دراستها الجامعية. وبدلًا من ذلك، تلقت تعليمها في المنزل، حيث استمتعت أيضًا بتعلم الفنون الجميلة والموسيقى وأصبحت راكبة خيول بارعة.

بصفتها عضوًا فقيرًا نسبيًا من الطبقة العليا، كوفين، لم يكن لديها دخل مستقل وواجهت الاختيار بين العثور على زوج ثري أو ممارسة مهنتها. اختارت الخيار الأخير، على الرغم من حقيقة أن ذلك (كما أشارت مارثا بروكس هتشسون، مهندسة المناظر الطبيعية المبكرة الأخرى) كان يُعتبر انتحارًا اجتماعيًا تقريبًا وانتحارًا بين الزوجين بشكل واضح، بالنسبة للمرأة لدخول أي مهنة. لكنها أدركت الصعوبات التي واجهتها، حيث كتبت لاحقًا:
كنت أعتز سرًا بفكرة أن أكون فنانة عظيمة ... لكن هذا الحلم بدا مستحيل التحقيق ... [على الرغم من] أن رغبتي في خلق الجمال كانت قوية، يبدو أنني لم أكن أمتلك موهبة في الموسيقى والكتابة والرسم أو النحت، في ذلك الوقت، كان المنفذ الوحيد الذي كان على المرأة أن تعبر فيه عن أي قدرة فنية ... تراجعت أفكاري الفنية إلى أن أدركت أنه من الضروري كسب لقمة العيش.

## دراسات
اقترحت صديقة معمارية أنها قد ترغب في تجربة البستنة الطبيعية (المصطلح المستخدم في ذلك الوقت لهندسة المناظر الطبيعية) وهو مجال أصبحت فيه بياتريكس جونز فاراند رائدة خلال التسعينيات من القرن التاسع عشر. ربما تأثرت أيضًا بعمها بنيامين تشيرش، الذي عمل تحت إشراف فريدريك لو أولمستيد على إنشاء سنترال بارك في مدينة نيويورك. كانت النساء في ذلك الوقت يتطلعن إلى ما هو أبعد من المهن التقليدية للإناث كمعلمة وممرضة، لكن عددًا قليلًا نسبيًا من المؤسسات التعليمية قبلتهن للدراسة في المجالات التي يهيمن عليها الذكور مثل الهندسة المعمارية أو البستنة. كان أحد الاستثناءات هو معهد ماساتشوستس للتكنولوجيا، الذي بدأ في قبول النساء في عام 1870، بعد تسع سنوات فقط من إنشائه. تقدمت كوفين هناك ولكن رفض المعهد دخولها في البداية، لأنها لم تكن مؤهلة لتلبية متطلبات القبول بسبب افتقارها إلى تعليم رسمي. ومع ذلك، كان العديد من أعضاء هيئة التدريس الرئيسيين متعاطفين معها وشجعوها على المثابرة. أخذت دروسًا خصوصية مكثفة في الرياضيات وسجلت في معهد ماساتشوستس للتكنولوجيا في عام 1901 كطالبة خاصة، واحدة من أربع نساء التحقت بدورة الهندسة المعمارية وواحدة من اثنتين في هندسة المناظر الطبيعية. كانت النساء الأربع في الدورة العضوات الوحيدات في هيئة طلابية مؤلفة من 500 طالب.

## مهنتها المبكرة
تخرجت في عام 1904 وسافرت إلى أوروبا مع والدتها، زارت حدائق مشهورة وأقامت مع العائلة والأصدقاء. قابلت إديث وارتون وهنري جيمس وغيرترود جيكل وآخرين. كان لـ جيكل، وهو مهندس بستنة بريطاني ومصمم حدائق، تأثير كبير على عمل كوفين لاحقًا. عند عودتها إلى أمريكا، وجدت أن الشركات المعمارية التي يهيمن عليها الذكور بشدة غير مستعدة لتوظيف امرأة. كتبت لاحقًا:
يتوقع المرء أن يرحب العالم بفناني المناظر الطبيعية الجدد، ولكن للأسف، بدا أن قلة من الناس يعرفون ما يجري ... في حين أن فكرة عمل المرأة في مكتب لم يسمع بها أحد. يقولون: سيدتي الشابة، ماذا ستفعلين في الإشراف على العمل على الأرض؟ [يعني العمال]. [لقد] كان ذلك بالنسبة لي استفسارًا دائمًا ومحبطًا.

## مهنتها لاحقة
تميزت تصاميم كوفين باستخدامها التناقضات الدراماتيكية في اللون، وتضمين الأزهار البرية ومزارع الغابات، ووحدة الموقع من خلال مساحات انتقالية فعالة. رغبتها في الابتكار جعلتها مصممة مرغوبة بشكل خاص حيث أصبح العملاء يقدّرون نهجها الأكثر ميلًا إلى المغامرة في هندسة المناظر الطبيعية. لقد طبقت الفكرة التي طرحتها إلسا رحمان عام 1918 بأن الحديقة يجب أن تكون مظهرًا من مظاهر الفردية المميزة، ووسيلة للتعبير عن الذات الخاصة.